# Николаи, Николай Павлович
Барон Николай Павлович Николаи (нем. Nikolaus Armand Michael Freiherr von Nicolay; 1818—1869) — русский дипломат, тайный советник.
Брат Леонтия и Александра Павловичей Николаи.

## Биография
Сын барона Павла Андреевича Николаи родился в 1818 году в Копенгагене. Образование получил в Императорском Царскосельском лицее и в Санкт-Петербургском университете, в котором окончил в 1839 году курс юридического факультета со степенью кандидата.
С 1 декабря 1839 года начал службу в министерстве иностранных дел, а 11 сентября 1841 года был назначен младшим секретарём при миссии в Гааге; 7 июля 1844 года ему было пожаловано звание камер-юнкера Высочайшего двора; в 1845 году он был назначен младшим секретарём посольства в Лондоне.
Назначен 11 февраля 1850 года чиновником особых поручений VI класса при Государственной канцелярии; 1 января 1852 года произведён в статские советники.
С 9 сентября 1854 года занял должность советника миссии в Берлине, но вскоре был переведён на должность советника посольства в Лондоне; 15 апреля 1856 года ему был пожалован чин действительного статского советника. В 1857 году, после отъезда из Лондона чрезвычайного посланника и полномочного министра графа M. И. Хрептовича, Н. П. Николаи исполнял его должность.
Был назначен 5 августа 1858 года чрезвычайным посланником и полномочным министром при Швейцарском союзе, а 7 ноября 1860 года перемещён на такую же должность при короле Датском; 30 августа 1865 года был произведён в тайные советники, но уже 2 октября 1867 года по расстроенному здоровью уволен от службы.
Умер 7 июля 1869 года в Баден-Бадене.

## Награды
российские
- орден Св. Анны 2-й ст.
- орден Св. Владимира 3-й ст. (1858)
- орден Св. Станислава 1-й ст. (1861)
- орден Св. Анны 1-й ст. (1863)

иностранные:
- прусский орден Св. Иоанна Иерусалимского (1852)
- датский орден Данеброг (1852)
- австрийского ордена Леопольда командорский крест (1853)

## Семья
Жена (с 21 июня 1853) — баронесса Софья Георгиевна (Sophie Elisabeth) Мейендорф (1835—1910), дочь Г. Е. Мейендорфа. Их сын — Павел Николаевич (Пауль Эрнст Георг) Николаи (1860—1919).
Дочь Софья Николаевна (София Луиза Татьяна; 1862—1943), жена графа К. К. Палена.